# Штатберген
Штатберген (њем. Stadtbergen) град је у њемачкој савезној држави Баварска. Једно је од 46 општинских средишта округа Аугсбург. Према процјени из 2010. у граду је живјело 14.731 становника. Посједује регионалну шифру (AGS) 9772202.

## Географски и демографски подаци
Штатберген се налази у савезној држави Баварска у округу Аугсбург. Град се налази на надморској висини од 481 метра. Површина општине износи 11,5 km². У самом граду је, према процјени из 2010. године, живјело 14.731 становника. Просјечна густина становништва износи 1.281 становника/km².

## Међународна сарадња
| Мјесто   | Држава | Врста сарадње | Од    |
| -------- | ------ | ------------- | ----- |
|          | Того   | контакт       | 1986. |
| Фукушима | Јапан  | контакт       | 1973. |
| Извор    |        |               |       |